# Scogli Avos'
Gli scogli Avos' (in russo скалы Авось; in giapponese Hokake Iwa) sono un gruppo di quattro isolotti rocciosi nella catena delle isole Curili. Amministrativamente appartengono al Severo-Kuril'skij rajon dell'oblast' di Sachalin in Russia.
Le isole hanno preso il nome dalla nave appoggio a 8 cannoni Avos' (8-пушечного тендера "Авось"). Gli scogli maggiori si chiamano Chokake, Chanotke e Abosu (Хокаке, Ханотке, Абосу).

## Geografia
Situati 20 km a sud-ovest dell'isola di Makanruši. Gli scogli sono i resti di un cono vulcanico distrutto, il vulcano Avos'. Lo scoglio più grande ha un'altezza di 35 m ed assomiglia ad una nave con le vele spiegate; è collegato con il resto delle rocce da una scogliera sottomarina a forma di semicerchio.
Branchi di leoni marini e stormi di uccelli marini si radunano sulle rocce.